# لويس أوستويزن
 لويس أوستويزن (بالإنجليزية: Louis Oosthuizen) ولد في 19 أكتوبر 1982 و هو لاعب جولف جنوب أفريقي وقد فاز ببطوله الجولف المفتوحة لعام 2010.

## بدايه حياته المهنية
قد ولد أوستويزن في خليج موسيل في جنوب أفريقيا و بدايه حياته المهنية كلاعب جولف دعمت ماليا لمده ثلاثه سنوات عن طريق مؤسسه إرني إلس التي تدعم الموهوبين في لعبه الجولف وقد فاز بالعديد من ألقالب الهواة إلي أن يتحول للاعب محترف في عام 2002 عن عمر يناهز 19 عام.
و قد فاز بخمس دورات للاعبين المحترفين أولهم كانت جوله الغروب التي تقام في جنوب أفريقيه وفي عام 2004 فاز بدوره فوداكوم أورجين جولف التي تقام في أربيلا وفي عام 2007 فاز بدوره دايمنشن داتا للمحترفين والهواة و دوره بلاتينم كلاسيك وفاز ببطوله تيلكوم بي جي أيه مرتين في عام 2007 و عام 2008 و قد لعب في بطوله التحدي الاوروبيه في عام 2003 و أصبح عضو في الدورة الأوروبية منذ عام 2004 و في عام 2009 قد انهي في المركز رقم 31 في دوره السباق نحو دبي (( المتاهلين لبطوله دبي للجولف)) و ترتيبه العام في ترتيب لاعبي الجولف هو 50.
وقد فاز بأول بطوله أوروبيه بطوله أندلسيه المفتوحة للجولف التي تقام في أسبانيا وذلك في مارس 2010 و قد فاز أيضا ببطوله الأستاذة للجولف

## وصلات خارجية
- لويس أوستويزن على موقع رابطة لاعبي الغولف المحترفين (الإنجليزية)
- لويس أوستويزن على موقع رابطة أوروبا للاعبي الغولف المحترفين (الإنجليزية)
- لويس أوستويزن على موقع رابطة اليابان للاعبي الغولف المحترفين (الإنجليزية)
- لويس أوستويزن على موقع التصنيف العالمي الرسمي للغولف (الإنجليزية)
- صفحه لويس علي الموقع الرسمي للبطولة الأوروبية
- صفحه لويس علي موقع بطوله صان شاين الجنوب أفريقيه
- حديث للويس علي أذاعه أف أم